# Walter Feistritzer
Walter Feistritzer (né le 21 avril 1920 à Vienne, mort en janvier 1981 dans la même ville)  est un joueur professionnel de hockey sur glace autrichien.

## Carrière
Walter Feistritzer joue dès 1936 au Wiener Eislauf-Verein. Après la fusion en 1939 du WEV et du EK Engelmann pour former le Wiener EG, il continue à jouer à Vienne et gagne en 1940 le titre allemand. En 1941, il rejoint le Mannheimer ERC. Il arrive en 1943 au KSG Brandenburg qui deviendra l'année suivante le Berliner Schlittschuhclub. Après la Seconde Guerre mondiale, il revient au Wiener Eislauf-Verein en février 1946.
Avec l'équipe d'Autriche, il participe au championnat du monde 1938 puis, après l'Anschluss, avec l'Allemagne, au championnat du monde 1939. Après la Seconde Guerre mondiale, il est de nouveau dans l'équipe d'Autriche et participe aux Jeux olympiques de 1948 et aux championnats du monde 1947 et 1949.

## Source de traduction
- (de) Cet article est partiellement ou en totalité issu de l’article de Wikipédia en allemand intitulé « Walter Feistritzer » (voir la liste des auteurs).